# Cotinusa septempunctata
Cotinusa septempunctata är en spindelart som beskrevs av Simon 1900. Cotinusa septempunctata ingår i släktet Cotinusa och familjen hoppspindlar. Inga underarter finns listade i Catalogue of Life.